# 方庄街道

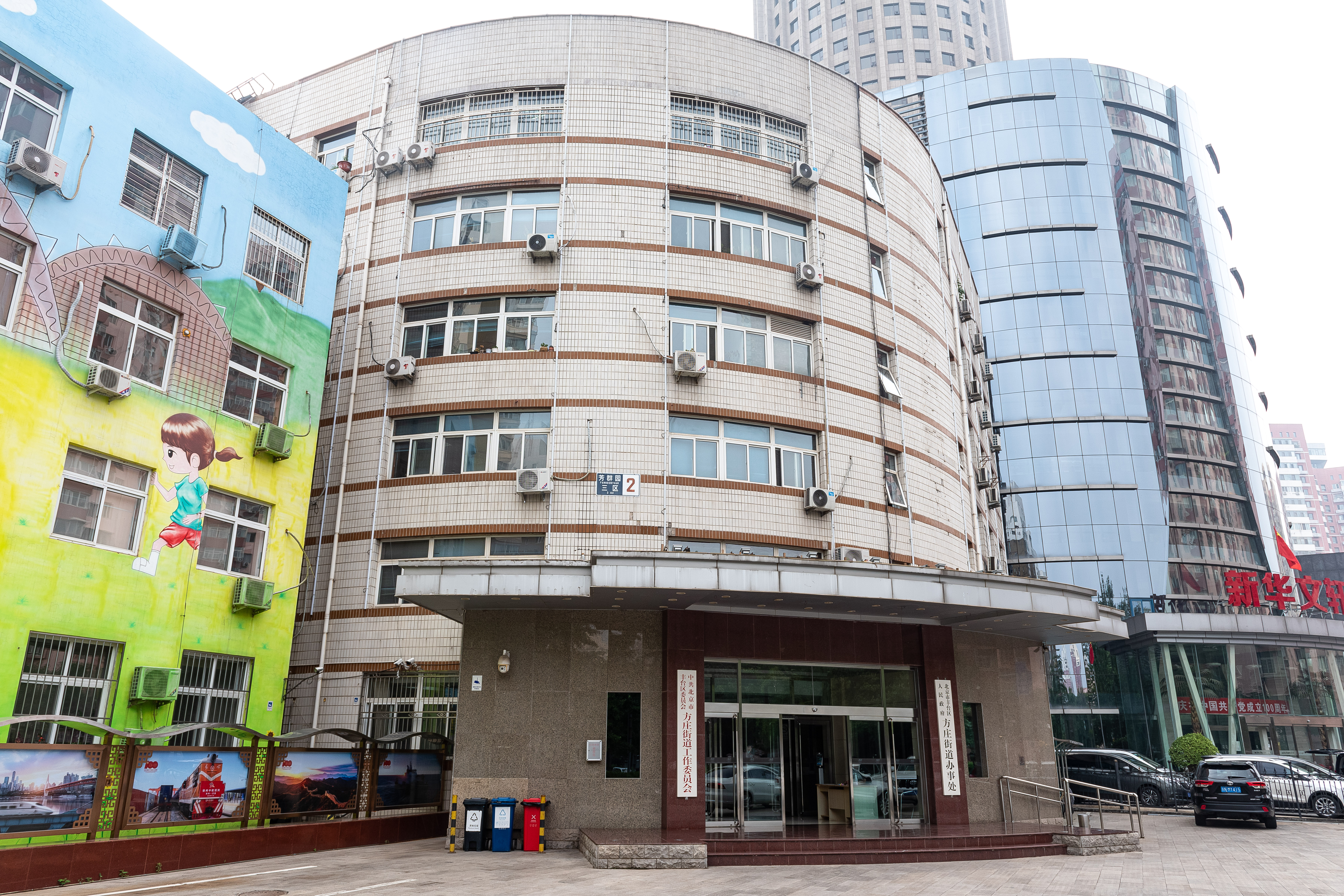
方庄街道办事处

方庄街道是中华人民共和国北京市丰台区的一个街道办事处，前身为方庄地区办事处，实施“一套人马，两块牌子”的体制，地区办事处与街道办事处合署办公。2021年5月，丰台区宣布撤销方庄地区办事处，设立方庄街道办事处，以原方庄地区办事处辖区为辖区范围，界线不变。方庄地区是北京第一个整体规划的住宅区域，位于东南二环与东南三环之间，始建于1984年8月23日，是北京最早的个人可以购买的楼盘，因此曾经被认为是北京的“富人区”。

## 历史
方庄原名方家坟，为左安门外的看坟户住地，后更名为方家庄，俗你方庄。1984年8月23日，北京市人民政府决定在当时南苑乡蒲黄榆大队的方家庄、蒲庄、黄土坑、榆树村、焦家花园、西马回甸、北马回甸、小辛庄、高地村、闫家楼、康家园、龙禧寺等村落以及东铁匠营街道的八里河西里、八里河东里、八里河北里、左外关厢西里等居民区的地域内统建方庄居住区，1985年5月从东铁匠营办事处分出，成立方庄地区办事处，2021年5月18日改挂方庄街道办事处牌。

## 行政区划
方庄街道下辖以下地区：
芳古园一区第一社区、芳古园一区第二社区、芳古园二区社区、芳城园一区第二社区、芳城园二区社区、芳城园三区社区、芳群园一区社区、芳群园二区社区、芳群园三区社区、芳群园四区社区、芳星园一区社区、芳星园二区社区、芳星园三区社区、芳城东里社区、紫芳园社区、紫芳园南里社区和芳城园一区第一社区。

### 小区名称
方庄的住宅小区的名字很有特点，就是其名字都有一个“芳”字，其中四个最大的小区分别叫做芳古园、芳城园、芳群园、芳星园，将这四个小区的中间名字连起来就是“古城群星”，即古老的北京中新的亮点之意。
新的住宅小区有紫芳园、芳林园、早安方庄等。

## 设施
北京地铁14号线横贯方庄地区，设蒲黄榆站（5号线换乘站）和方庄站。
方庄有一条著名的食街，两边分布着数十家餐馆，如兰特伯爵、小土豆、都一处、金鼎轩、大清花、麦当劳、必胜客、全聚德等。
方庄的主要商业设施有：家乐福、时代Life、方庄购物中心等。
方庄有成熟的医疗、教育、体育设施，境内北京市第十八中学为北京市示范性普通高中。由于建设得早、规划整齐，方庄已经成为一个非常适合于居住的人文小区。
方庄还在发展建设之中。在原有区域的东侧，正在建设方庄新区，已经建成了芳林苑、早安芳庄、时代紫芳等新的高档住宅小区。